# Odontonychoides
Odontonychoides is een geslacht van kevers uit de familie  
kniptorren (Elateridae).
Het geslacht is voor het eerst wetenschappelijk beschreven in 1972 door Girard.

## Soorten
Het geslacht omvat de volgende soorten:
- Odontonychoides fossiceps (Burgeon, 1947)
- Odontonychoides josensi Girard, 1972